# Просянский поселковый совет
Просянский поселковый совет (укр. Просянська селищна рада) — входит в состав
Покровского района
Днепропетровской области
Украины.
Административный центр поселкового совета находится в 
пгт Просяная.

## История
- 1938 — дата образования.

## Населённые пункты совета
- пгт Просяная